# José Tomás Sánchez
José Tomás Sánchez (Pandan, 17 marzo 1920 – San Juan, 9 marzo 2012) è stato un cardinale e arcivescovo cattolico filippino.

## Biografia
Ricevette l'ordinazione sacerdotale il 12 maggio 1946.
Il 5 febbraio 1968 fu eletto vescovo titolare di Lesvi ed ausiliare di Cáceres. Venne consacrato vescovo il successivo 12 maggio dall'allora nunzio apostolico nelle Filippine Carmine Rocco.
Venne trasferito come coadiutore alla diocesi di Lucena il 13 dicembre 1971; succedette alla medesima sede il 25 settembre 1976.
Il 12 gennaio 1982 fu promosso arcivescovo di Nueva Segovia.
Il 30 ottobre 1985 fu nominato segretario della Congregazione per l'evangelizzazione dei popoli. Il 22 marzo 1986 rinunciò al governo pastorale dell'arcidiocesi di Nueva Segovia.
Dal 1º luglio 1991 al 15 giugno 1996 ricoprì l'ufficio di prefetto della Congregazione per il clero. Fu nel contempo anche presidente della Pontificia commissione per i beni culturali della Chiesa.
Papa Giovanni Paolo II lo innalzò alla dignità cardinalizia nel concistoro del 28 giugno 1991, conferendogli la diaconia cardinalizia di San Pio V a Villa Carpegna. Il 17 marzo 2000 uscì dal novero dei cardinali elettori e divenne cardinale non elettore per il compimento degli 80 anni d'età.
Si spense il 9 marzo 2012 all'età di 91 anni all'ospedale di San Juan, a seguito di scompensi multipli dopo un ricovero di una settimana.

## Genealogia episcopale e successione apostolica
La genealogia episcopale è:
- Cardinale Scipione Rebiba
- Cardinale Giulio Antonio Santori
- Cardinale Girolamo Bernerio, O.P.
- Arcivescovo Galeazzo Sanvitale
- Cardinale Ludovico Ludovisi
- Cardinale Luigi Caetani
- Cardinale Ulderico Carpegna
- Cardinale Paluzzo Paluzzi Altieri degli Albertoni
- Papa Benedetto XIII
- Papa Benedetto XIV
- Papa Clemente XIII
- Cardinale Marcantonio Colonna
- Cardinale Giacinto Sigismondo Gerdil, B.
- Cardinale Giulio Maria della Somaglia
- Cardinale Carlo Odescalchi, S.I.
- Cardinale Costantino Patrizi Naro
- Cardinale Lucido Maria Parocchi
- Papa Pio X
- Cardinale Gaetano De Lai
- Cardinale Raffaele Carlo Rossi, O.C.D.
- Cardinale Amleto Giovanni Cicognani
- Arcivescovo Carmine Rocco
- Cardinale José Tomás Sánchez

La successione apostolica è:
- Vescovo Camilo Diaz Gregorio (1987)
- Vescovo Manolo Alarcon de los Santos (1994)